# Hfr-Stamm
Als Hfr-Stamm (Abk. für engl. high frequency of recombination) wird ein Bakterienstamm bezeichnet, der sich durch eine hohe Rekombinationsrate auszeichnet.

## Eigenschaften
Die Rekombination erfolgt meist nach einer Konjugation, bei der der Zellkontakt durch einen Sex-Pilus (auch F-Pilus genannt) vermittelt wird. Anschließend erfolgt der Transfer der DNA über eine Zytoplasmabrücke von einem Zytosol in das Nächste. Bei Mycobacterium smegmatis wurde ein anderer Mechanismus des DNA-Transfers beschrieben.
Ein Beispiel für Hfr-Stämme sind Bakterien mit F-Plasmid. Das F-Plasmid ist bei einer solchen Zelle in das Chromosom integriert, wodurch es zu einer erhöhten Aktivität des F-Faktors kommt. Mit F+ wird dabei eine Zelle bezeichnet, die ein F-Plasmid besitzt und damit die Fähigkeit zur Übertragung von DNA besitzt. Eine Zelle ohne F-Plasmid wird als F− bezeichnet. Bei der Konjugation kommt es zu einem DNA-Transfer von F+- auf F−-Zellen. Allerdings wird bei Hfr-Klonen nicht das F-Plasmid übertragen, sondern Teile des bakteriellen Chromosoms, weshalb die Empfängerzelle dadurch keine Spenderzelle wird. Dieser Prozess ist sehr störanfällig und wird bereits bei leichten Erschütterungen unterbrochen. Meist kommt es daher nur zu Übertragungen von circa 1000 Basen eines DNA-Einzelstranges. Durch homologe Rekombination kann die Empfängerzelle die übertragenen Gene in ihr eigenes Chromosom integrieren. 
Die ersten Genkarten für Escherichia coli wurden mit Hilfe unterbrochener Konjugationsexperimente hergestellt. Dabei wurden verschiedene Hfr-Stämme als DNA-Donoren während der Konjugation von den DNA-Rezipienten mittels mechanischer Scherkräfte in einem Standmixer (Waring blender) getrennt. Die Dauer der Konjugationen wurden gemessen und man untersuchte, welche Gene zu welcher Zeit transferiert wurden. Deswegen sind diese Genkarten in Minuten skaliert. 
Durch Ausschneiden (Exzision) des F-Faktors aus dem Chromosom einer Hfr-Zelle entsteht ein F'-Plasmid, das abhängig von den Schnittstellen auch bakterieneigene Gene enthalten kann. Die Hfr-Zelle wird dabei wieder zu einer F+-Zelle. Diese bakteriellen Gene, die auf das F'-Plasmid übertragen wurden, sind allerdings für das Bakterienchromosom verloren. Bleiben die tra-Gene bei der Exzision vollständig erhalten, kann das neu entstandene F'-Plasmid durch Konjugation wieder auf F−-Zellen übertragen werden. Dadurch können, hinsichtlich der Gene die beim Übertragen des F-Plasmids mitgenommen wurden, merodiploide Zellen, auch als Merozygoten bezeichnet, entstehen.